# مدرسة العلوم البيطرية (أديلايد)
مدرسة العلوم البيطرية (بالإنجليزية: School of Veterinary Science)‏ هي مدرسة للطب البيطري بجامعة أديلايد الأسترالية.